# Konstancie
Konstancie nebo také Konstance je ženské křestní jméno pocházející z latinského constantia znamenající „pevnost, stálost, neměnnost“. Příbuznými jmény jsou Konstantina či Konstantýna, přičemž se jedná o ženskou podobu mužského jména Konstantin. Mezi české domácí podoby patří Kosťa, Stanka, Konstans či Týna.
V současném českém kalendáři není jméno uvedeno – viz jmeniny v Česku, ale v rámci rozšířeného kalendária slaví svátek 8. dubna. Podle Římského martyrologia připadá připomínka na 17. července.

## Známé nositelky jména

### Královny, kněžny, vévodkyně
- Konstancie Antiochijská (1127–1163), vládkyně a kněžna Antiochijského knížectví
- Konstancie Aragonská (1179?–1222), královna uherská a aragonská, císařovna
- Konstancie Aragonská (1343–1363), sicilská královna
- Kontancie z Arles
- Konstancie Babenberská (1212–1243), míšeňská markraběnka
- Konstancie Bretaňská (1161–1201), vévodkyně bretonská
- Konstancie Francouzská – hraběnka z Mortain, Boulogne a Toulouse
- Konstancie Kastilská – více osob, rozcestník
- Constanza Manuel de Villena (1315/1323–1345), kastilská a portugalská královna
- Konstancie Portugalská (1290–1313), královna Kastílie a Leónu
- Konstancie Sicilská – vice osob, rozcestník
- Konstancie Uherská (1180–1240), česká královna a manželka Přemysla Otakara I.
- Konstancie Vratislavská (1227–1257), polská kněžna

### Ostatní
- Constance Nicole-Anne de Montalais – francouzská šlechtična, vystupující v románu Tři mušketýři od A. Dumase, jako Aura de Montalais
- Constance Marie Lopez – mexicko-americká herečka
- Constance Demby – americká multiinstrumentalistka a skladatelka New Age

### Fiktivní
- Constance Bonacieux – fiktivní postava z pera A. Dumase, milenka mušketýra d'Artagnana

## Zahraniční varianty
- anglicky, francouzsky, dánsky – Constance
- slovensky – Konštantína, Konstancia
- německy – Konstanze, Konstantine, Constanze
- italsky – Constanza
- španělsky – Constancia, Constansa
- portugalsky – Constanc(i)a
- nizozemsky – Constanze
- rumunsky – Constanta
- norsky – Konstanse
- polsky – Konstancja
- maďarsky – Konstancia
- rusky, ukrajinsky – Konstancija
- srbochorvatsky, bulharsky, řecky – Константина (Konstantina)

## Jmeniny
- Americký kalendář:[4] 11. března, 19. září
- Církevní kalendář: 17. července (Konstancie Meunier)[5][6]
- Český, francouzský[4] kalendář: 8. dubna
- Lotyšský kalendář:[7] 17. února
- Polský kalendář:[8] 18. února, 14. června, 17. července, 19. září
- Řecký, bulharský kalendář:[9] 21. května
- Slovenský kalendář:[10] 19. září